# الهندسة الإنسانية

يمكن تعريف مصطلح الهندسة الإنسانية على أنه «البحث والتصميم وفقًا لقيود وتحديدات تعمل على تحسين رفاهية المجتمعات المهمشة مباشرة». أو هو البحث والتصميم من أجل التعزيز المباشر لتحسين رفاهية المجتمعات الفقيرة، المهمشة، أو المحرومة من الخدمات، والتي عادة ما تفتقد الوسائل لمعالجة المشاكل الملحة. وإن أكثر ما يميز هذا النوع من الهندسة هو جمهورها المستهدف- وهم من يمكن تصنيفهم على أنهم «مهمشون أو محرومون». وتؤكد الهندسة الإنسانية بقوة على السياق الثقافي للمشاركة في الأعمال الهندسية والتي تؤثر سلبيًا على الفقراء والمهمشين والمحرومين ومن ينقصهم وسائل التعبير عن مشاكلهم الحياتية الضاغطة. على هذا النحو، يتضمن تدريب من يشاركون في الهندسة الإنسانية التاريخ والسياسة والاقتصاد وعلم الاجتماع واللغة بالإضافة إلى أساسيات الهندسة الدقيقة. وتقوم العديد من الجامعات في الولايات المتحدة الأمريكية بتركيز جهودها على الهندسة الإنسانية: كما تقوم جامعة ولاية بنسلفانيا بدمج التصميم الهندسي والبحث بدفع الريادة المجتمعية بقوة. . كما توفركلية كولورادو لعلوم المناجم (Colorado School of Mine) إمكان دراسة الهندسة الإنسانية كتخصص ثانوي. بينما توفر جامعة ولاية أريزونا (Arizona State University) ثلاث مقررات عن الهندسة الإنسانية/ الريادة الاجتماعية كجزء من برنامج الحلول العالمية (GlobalResolve) والذي يُدرس في نهاية المرحلة الدراسية.
تسمى الهندسة الإنسانية بأسماء عدة منها الهندسة الإغاثية relief engineering أو الهندسة الخيرية charity engineering أو هندسة الفقراء poor people engineering .
فالهندسة الإنسانية هي هندسة خضراء (أي: صديقة للإنسان والبيئة (راجع:اقتصاد أخضر)) تهتم بخدمة الفقراء أو أصحاب الاحتياجات الضرورية المهمة وخاصة المرضي وأصحاب الاحتياجات الخاصة (الإعاقة مثلا) الفقراء وذلك عن طريق الموارد المتاحة لديهم وبشكل تطبيقي عملي قابل للفهم والتطبيق بسهولة، ويشتمل ذلك على البرمجيات المجانية ومفتوحة المصدر المستخدمة في الهندسة حيث يتم توفير ثمنها كما يمكن تطويرها عند الحاجة إلى ذلك ومن هذه البرمجيات:
- ليبر كاد LibreCAD
- فري كاد FreeCAD
- فريتزنج Fritzing
- كتل:: الكود Code::Blocks
- ليبر أوفيس درو LibreOffice Draw
- ليبر أوفيس كالك LibreOffice Calc
- باي‌كام PyCAM
- برامج المحاكاة بلغة مودليكا مفتوحة المصدر Modelica Language مثل: أوبن مودليكا (مودليكا مفتوحة المصدر) OpenModelica

وأهم الأهداف للهندسة الإنسانية هي:
- الهواء النظيف والتعامل مع الحر والبرد
- الماء النظيف
- الطعام المتكامل
- الملابس
- الوضع الصحي والعلاج
- التعليم
- السكن

## البرامج
- ولاية بنسلفانيا، الهندسة الإنسانية والريادة الاجتماعية (HESE)
- كلية كولوراد لعلوم المناجم، برنامج الهندسة الإنسانية
- معهد ماستشوستس للتكنولوجيا(MIT)، دي-لاب - (انظر أيضًا آمي بي. سميث (Amy B. Smith))
- جامعة ولاية أريزونا، الحلول العالمية
- جامعة دايتون(University of Dayton)، مهندسون للفرص التقنية الإنسانية لتعلم الخدمات (ETHOS)
- كلية دارتموث (Dartmouth College)، مشروعات القيادة في الهندسة الإنسانية حول العالم
- مركز مورتينسون (Mortenson Center) الهندسة للمجتمعات النامية

## المجلات
- International Journal for Service Learning in Engineering: الهندسة الإنسانية والقيام والريادة الاجتماعية